# Tetraria maculata
Tetraria maculata là loài thực vật có hoa trong họ Cói. Loài này được Schönland & Turrill miêu tả khoa học đầu tiên năm 1925.